# Verholzung
Verholzung oder Lignifizierung nennt man die Lignineinlagerung in Zellwänden von Pflanzen. Stark verholzte Zellen sterben ab und haben sehr dicke und steife Zellwände (sklerenchymatische Zellen). Diese Zellen haben neben der Festigungsfunktion für die Pflanze noch weitere spezielle Funktionen, wie z. B. als Wasserleitung für die Tracheiden der Gymnospermen und der Tracheen und im Xylem der Angiospermen. Die Verholzung ermöglicht es der Pflanze, sehr stabile Strukturen zu bilden bis hin zu Baumstämmen. Damit wird zugleich das Wachsen in größere Höhen, der Schutz vor Feinden, aber auch das Überwintern ermöglicht. Im Allgemeinen überwintern verholzende Pflanzen unter Erhaltung ihrer oberirdischen Struktur und treiben in der folgenden Saison aus den dort befindlichen Knospen aus.